# NGC 2000
NGC 2000 là một cụm sao ở nằm trong chòm sao Sơn Án, trong Đám mây Magellan Lớn. Nó được phát hiện vào năm 1836 bởi John Herschel.